# 国家统计局
国家统计局是中华人民共和国国务院主管全国统计和国民经济核算的副部级直属机构。

## 沿革

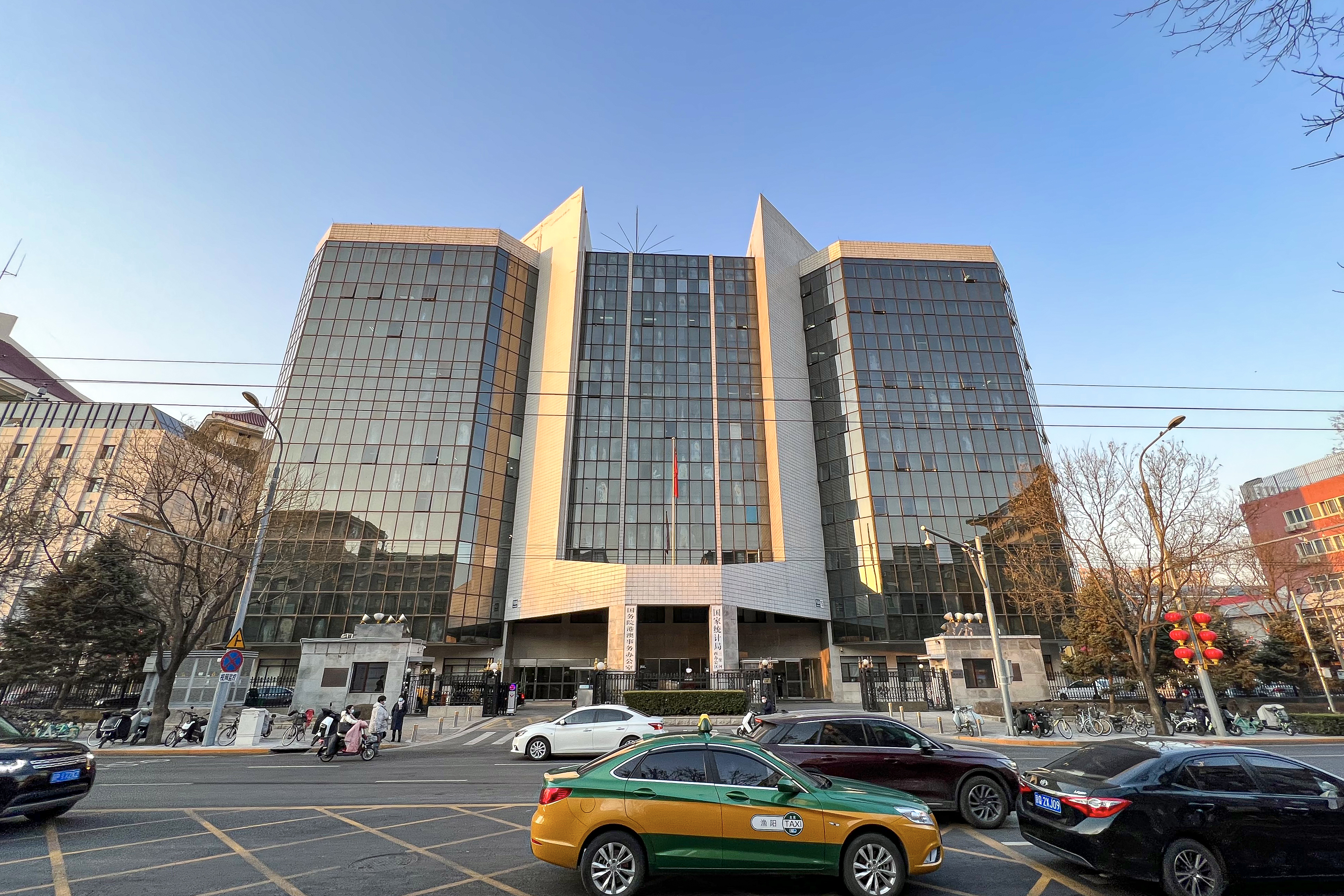
国家统计局三里河西办公区，与国务院港澳事务办公室紧邻，亦挂有中国统计学会牌匾

1949年10月，政务院财政经济委员会于中央财经计划局内设统计处，后来改称统计总处。
1952年8月7日，中央人民政府委员会第十七次全体会议决定成立中央人民政府国家统计局，为政务院直属机构。1954年11月，第一届全国人民代表大会常务委员会第二次会议批准，将中央人民政府国家统计局更名为中华人民共和国国家统计局, 作为国务院直属机构。
文革期间，1968年8月10日，中共中央、国务院、中央军委、中央文革派军代表进驻国家统计局（军代表直到1972年8月才撤走）。1969年12月，撤销国家统计局，大批干部被下放到湖北襄樊的国家计委“五七”干校劳动。从1967年到1969年，自中央到地方，绝大多数统计机构被撤销。
1970年4月，国务院总理周恩来指示：“统计工作不能取消，统计机构还要有，基本统计还是要搞的，但不能搞繁琐哲学。”1970年6月22日，国家计划委员会革命委员会生产组下设统计组，随后逐步恢复基本统计制度。
1978年3月21日，国务院通知：恢复中华人民共和国国家统计局，直属国务院。随后任命陈先为国家统计局局长。各省、自治区、直辖市陆续恢复统计局，作为同级人民政府的工作部门。
1982年8月23日，《全国人民代表大会常务委员会关于批准国务院直属机构改革实施方案的决议》决定在国务院机构改革中，保留国家统计局，作为国务院直属机构。1988年，国务院机构改革，根据1988年8月国家机构编制委员会批准的《国家统计局“三定”方案》，国家统计局是国务院主管全国统计和国民经济核算工作的职能部门。1993年，国务院机构改革，国家统计局继续保留，作为主管全国统计和国民经济核算工作的国务院直属机构。1998年, 国务院机构改革，国家统计局继续保留，作为主管全国统计和国民经济核算工作的国务院直属机构。2001年1月4日，国务院办公厅发出《关于国家统计局使用中华人民共和国国家统计局名称和印章的通知》，经国务院批准，国家统计局开始使用“中华人民共和国国家统计局”的名称和印章。2003年至2013年，国务院机构改革，国家统计局继续保留，作为主管全国统计和国民经济核算工作的国务院直属机构。
2020年8月31日，根据国家发展改革委《关于全面推开行业协会商会与行政机关脱钩改革的实施意见》（发改体改〔2019〕1063号），原由国家统计局主管的中国投资发展促进会、中国市场信息调查业协会等2家行业协会（商会）与国家统计局分离，依法直接登记、独立运行，剥离行政职能，不再设置业务主管单位。取消对其的直接财政拨款，通过政府购买服务等方式支持其发展。

## 职责
根据《国家统计局职能配置、内设机构和人员编制规定》，国家统计局承担下列职能：
1. 承担组织领导和协调全国统计工作，确保统计数据真实、准确、及时的责任。制定统计政策、规划、全国基本统计制度和国家统计标准，起草统计法律法规草案，制定部门规章，指导全国统计工作。
2. 建立健全国民经济核算体系，拟订国民经济核算制度，组织实施全国及省、自治区、直辖市国民经济核算制度和全国投入产出调查，核算全国及省、自治区、直辖市国内生产总值，汇编提供国民经济核算资料，监督管理各地区国民经济核算工作。
3. 同有关部门拟订重大国情国力普查计划、方案，组织实施全国人口、经济、农业等重大国情国力普查，汇总、整理和提供有关国情国力方面的统计数据。
4. 组织实施农林牧渔业、工业、建筑业、批发和零售业、住宿和餐饮业、房地产业、租赁和商务服务业、居民服务和其他服务业、文化体育和娱乐业以及装卸搬运和其他运输服务业、仓储业、计算机服务业、软件业、科技交流和推广服务业、社会福利业等统计调查，收集、汇总、整理和提供有关调查的统计数据，综合整理和提供地质勘查、旅游、交通运输、邮政、教育、卫生、社会保障、公用事业等全国性基本统计数据。
5. 组织实施能源、投资、消费、价格、收入、科技、人口、劳动力、社会发展基本情况、环境基本状况等统计调查，收集、汇总、整理和提供有关调查的统计数据，综合整理和提供资源、房屋、对外贸易、对外经济等全国性基本统计数据。
6. 组织各地区、各部门的经济、社会、科技和资源环境统计调查，统一核定、管理、公布全国性基本统计资料，定期发布全国国民经济和社会发展情况的统计信息，组织建立服务业统计信息共享制度和发布制度。
7. 对国民经济、社会发展、科技进步和资源环境等情况进行统计分析、统计预测和统计监督，向党中央、国务院及有关部门提供统计信息和咨询建议。
8. 审批部门统计标准，依法审批或者备案各部门统计调查项目、地方统计调查项目，指导专业统计基础工作、统计基层业务基础建设，组织建立服务业统计信息管理制度，建立健全统计数据质量审核、监控和评估制度，开展对重要统计数据的审核、监控和评估，依法监督管理涉外调查活动。
9. 协助地方管理省、自治区、直辖市统计局局长和副局长，指导全国统计专业技术队伍建设，会同有关部门组织管理全国统计专业资格考试、职务评聘，监督管理地方政府统计部门由中央财政提供的统计经费和专项基本建设投资。
10. 组织管理全国统计工作的监督检查，查处重大统计违法行为。
11. 建立并管理国家统计信息自动化系统和统计数据库系统，组织制定各地区、各部门统计数据库和网络的基本标准和运行规则，指导地方统计信息化系统建设。
12. 收集、整理国际统计数据，组织实施统计工作方面的国际交流合作项目，组织实施国际间统计资料交换和统计交流合作项目。
13. 承办国务院交办的其他事项。

## 机构设置
根据《国家统计局职能配置、内设机构和人员编制规定》，国家统计局内设机构为副司局级，派出机构为正厅级。国家统计局设置下列机构：

### 内设机构
- 办公室（国际合作司、政策研究室）
- 统计执法监督局
- 统计设计管理司
- 国民经济综合统计司
- 国民经济核算司（服务业统计司）
- 工业统计司
- 能源统计司
- 固定资产投资统计司
- 贸易外经统计司
- 人口和就业统计司
- 社会科技和文化产业统计司
- 农村社会经济调查司
- 城市社会经济调查司
- 住户调查司
- 人事司
- 财务司
- 机关党委（机关纪委）
- 离退休干部局

### 直属事业单位
- 服务业调查中心
- 普查中心
- 国际统计信息中心
- 数据管理中心
- 统计教育培训中心（中国国际统计培训中心）
- 统计科学研究所
- 统计资料管理中心
- 机关服务中心
- 中国统计信息服务中心（国家统计局社情民意调查中心）
- 中国信息报社

派出机构
- 国家统计局北京调查总队
- 国家统计局天津调查总队
- 国家统计局河北调查总队
- 国家统计局山西调查总队
- 国家统计局内蒙古调查总队
- 国家统计局辽宁调查总队
- 国家统计局吉林调查总队
- 国家统计局黑龙江调查总队
- 国家统计局上海调查总队
- 国家统计局江苏调查总队
- 国家统计局浙江调查总队
- 国家统计局安徽调查总队
- 国家统计局福建调查总队
- 国家统计局江西调查总队
- 国家统计局山东调查总队
- 国家统计局河南调查总队
- 国家统计局湖北调查总队
- 国家统计局湖南调查总队
- 国家统计局广东调查总队
- 国家统计局广西调查总队
- 国家统计局海南调查总队
- 国家统计局重庆调查总队
- 国家统计局四川调查总队
- 国家统计局贵州调查总队
- 国家统计局云南调查总队
- 国家统计局西藏调查总队
- 国家统计局陕西调查总队
- 国家统计局甘肃调查总队
- 国家统计局青海调查总队
- 国家统计局宁夏调查总队
- 国家统计局新疆调查总队
- 国家统计局新疆生产建设兵团调查总队

### 直属企业单位
- 中国统计出版社有限公司
- 中国华信统计师事务所有限公司

## 历任领导
| 中央人民政府国家统计局局长 - 薛暮桥（1952年8月－1954年11月） 中华人民共和国国家统计局局长 - 薛暮桥（1954年11月－1958年11月） - 贾启允（1958年11月－1961年6月） - 王思华（1961年6月－1969年12月） 中华人民共和国国家计划委员会统计局局长 - 陈 先（1974年9月－1978年12月） 中华人民共和国国家统计局局长 - 陈 先（1978年12月－1981年10月） - 李成瑞（1981年10月－1982年3月） 国家统计局局长 - 李成瑞（1982年3月－1984年5月） - 张 塞（1984年5月－1997年2月） - 刘 洪（1997年2月－2000年6月） - 朱之鑫（2000年6月－2003年3月） - 李德水（2003年3月－2006年3月） - 邱晓华（2006年3月－2006年10月） - 谢伏瞻（2006年10月－2008年9月） - 马建堂（2008年9月－2015年4月） - 王保安（2015年4月－2016年1月） - 宁吉喆（2016年2月－2022年3月） - 康 义（2022年3月－） | 国家统计局副局长 …… - 盛来运（2018年12月－） - 蔺 涛（2021年5月－） - 毛盛勇（2022年9月－） - 阮健弘（2024年1月－） 国家统计局总统计师 …… - 卢山（2025年7月－，兼统计设计管理司司长） 国家统计局总工程师 …… - 夏雨春（2023年10月－2025年） - 张洋（2025年7月－，兼数据管理中心主任） 国家统计局总经济师 …… - 刘爱华（2023年10月－2024年10月） - 付凌晖（2025年7月－，兼国民经济综合统计司司长） |